# الکس بوگومولوف (جی‌آر)
 الکس بوگومولوف، جی‌آر (روسی: Александр Александрович «Алекс» Богомолов-младший؛ زاده ۲۳ آوریل ۱۹۸۳) یک تنیس‌باز اهل ایالات متحده آمریکا است.